# Danh sách thành viên ban nhạc có thành viên của The Beatles
The Beatles là một ban nhạc rock người Anh thành lập năm 1960. Năm 1957,John Lennon quyết định lập một ban nhạc skiffle nhỏ với bạn bè có tên là The Quarrymen, tiền thân của The Beatles sau này. Kể từ đó, ban nhạc có rất nhiều lần đổi tên cũng như các thành viên cho tới khi thành một khối thống nhất vào năm 1962 với John Lennon, Paul McCartney, George Harrison và Ringo Starr. Sau khi ban nhạc tan rã vào năm 1970, các thành viên đều có các dự án solo và thành công cùng các ban nhạc của riêng mình. Dù Lennon bị ám sát vào năm 1980, các thành viên còn lại của The Beatles đã tái hợp trong dự án The Beatles Anthology vào năm 1994. Harrison qua đời vào năm 2001 và kể từ đó, không còn nữa những mối quan hệ về âm nhạc giữa 2 Beatle còn lại.

## Tiền Beatles

### John Lennon, Paul McCartney, George Harrison
| The Quarrymen (nguồn gốc The Black Jacks) (Tháng 3 – Tháng 4 năm 1957) | - John Lennon – hát chính, guitar - Rod Davis – banjo - Eric Griffiths – guitar - Peter Shotton – washboard - Bill Smith – tea chest bass                                       |
| The Quarrymen (Tháng 4 – Tháng 8 năm 1957)                             | - John Lennon – hát chính, guitar - Rod Davis – banjo - Len Garry/Ivan Vaughan – tea chest bass - Eric Griffiths – guitar - Colin Hanton – trống - Pete Shotton – washboard     |
| The Quarrymen (Tháng 8 – Tháng 10 năm 1957)                            | - John Lennon – hát chính, guitar - Rod Davis – banjo - Len Garry – tea chest bass - Eric Griffiths – guitar - Colin Hanton – trống                                             |
| The Quarrymen (Tháng 10 năm 1957 – Tháng 2 năm 1958)                   | - John Lennon – hát chính, guitar - Paul McCartney – hát chính, guitar - Rod Davis – banjo - Len Garry – tea chest bass - Eric Griffiths – guitar - Colin Hanton – trống        |
| The Quarrymen (Tháng 2 – Tháng 3 năm 1958)                             | - John Lennon – hát chính, guitar - Paul McCartney – hát chính, guitar - George Harrison – guitar - Len Garry – tea chest bass - Eric Griffiths – guitar - Colin Hanton – trống |
| The Quarrymen (Tháng 3 – Tháng 9 năm 1958)                             | - John Lennon – hát chính, guitar - Paul McCartney – hát chính, guitar - George Harrison – guitar - Colin Hanton – trống - John Duff Lowe – piano                               |
| The Quarrymen (Tháng 9 năm 1958 – Tháng 1 năm 1959)                    | - John Lennon – hát chính, guitar - Paul McCartney – hát chính, guitar - George Harrison – guitar - Colin Hanton – trống                                                        |
| The Quarrymen (Tháng 1 – Tháng 2 năm 1959)                             | - John Lennon – hát chính, guitar - Paul McCartney – hát chính, guitar - George Harrison – guitar                                                                               |
| The Les Stewart Quartet (Tháng 8 – Tháng 9 năm 1959)                   | - Les Stewart – bass - Ken Brown – guitar - George Harrison – guitar - Geoff Skinner – trống                                                                                    |
| The Quarrymen (Tháng 9 năm–Tháng 10 năm 1959)                          | - John Lennon – hát chính, guitar - Paul McCartney – hát chính, guitar - George Harrison – guitar, hát chính - Ken Brown – bass                                                 |
| Johnny và the Moondogs (Tháng 10 năm 1959 – Tháng 1 năm 1960)          | - John Lennon – hát chính, guitar - Paul McCartney – hát chính, guitar - George Harrison – guitar, hát chính - Ken Brown – bass                                                 |
| The Beatals (Tháng 1 – Tháng 5 năm 1960)                               | - John Lennon – hát chính, guitar - Paul McCartney – hát chính, guitar - George Harrison – guitar, hát chính - Stuart Sutcliffe – bass                                          |
| The Nerk Twins (23–24 Tháng 4 năm 1960)                                | - John Lennon – hát chính, guitar - Paul McCartney – hát chính, guitar |
| The Silver Beetles (Tháng 5 – Tháng 6 năm 1960)                        | - John Lennon – hát chính, guitar - Paul McCartney – hát chính, guitar - George Harrison – guitar, hát chính - Stuart Sutcliffe – bass - Tommy Moore – trống                    |
| The Silver Beats (14 Tháng 5 năm 1960)                                 | - John Lennon – hát chính, guitar - Paul McCartney – hát chính, guitar - George Harrison – guitar, hát chính - Stuart Sutcliffe – bass - Cliff Roberts – trống                  |
| Johnny Gentle và ban nhạc (20–28 Tháng 5 năm 1960)                     | - Johnny Gentle – hát chính, guitar - Long John – guitar - Paul Ramon – guitar - Carl Harrison – guitar - Stuart de Staël – bass - Tommy Moore – trống                          |
| The Silver Beatles (Tháng 7 – Tháng 8 năm 1960)                        | - John Lennon – hát chính, guitar - Paul McCartney – hát chính, guitar - George Harrison – guitar, hát chính - Stuart Sutcliffe – bass - Norman Chapman – trống                 |

### Pete Best
| The Blackjacks (Tháng 10 năm 1959 - Tháng 8 năm 1960) | - Ken Brown – hát chính, guitar - Chas Newby - bass - Pete Best – trống |

### Ringo Starr
| The Eddie Clayton Skiffle Group (1957–1958)                                                     | - Eddie Clayton – hát chính, guitar - Frank Walsh – guitar, hát chính - Roy Trafford – tea chest bass, hát chính - John Dougherty – washboard, hát chính - Ritchie Starkey – trống |
| The Darktown Skiffle Group (1958–1959)                                                          | - Ritchie Starkey – trống - Các thành viên khác không rõ |
| Rory Storm & The Hurricanes (nguồn gốc The Raving Texans) (Tháng 3 năm 1959 - Tháng 8 năm 1962) | - Rory Storm (nghệ danh của Alan Caldwell) – hát chính, guitar - Johnny Guitar (nghệ danh của John Byrne) – guitar, hát chính - Ty Brien (nghệ danh của Charles O'Brien) – guitar, hát chính - Lu Walters (nghệ danh của Walter Eymond) / Bobby Thompson – bass, hát chính - Ringo Starr (nghệ danh của Ritchie Starkey) – trống |

## The Beatles
| The Beatles (12 Tháng 8 – Tháng 12 năm 1960)                                                                    | - John Lennon – hát chính, guitar, harmonica - Paul McCartney – hát chính, guitar - George Harrison – guitar, hát chính - Stuart Sutcliffe – bass - Pete Best – trống |
| The Beatles (Tháng 12 năm 1960)                                                                                 | - John Lennon – hát chính, guitar, harmonica - Paul McCartney – hát chính, guitar - George Harrison – guitar, hát chính - Pete Best – trống - Chas Newby – bass |
| The Beatles (Tháng 1 năm 1961 – 15 Tháng 8 năm 1962)                                                            | - John Lennon – hát chính, guitar, harmonica - Paul McCartney – hát chính, bass - George Harrison – guitar, hát chính - Pete Best – trống |
| Tony Sheridan và the Beat Brothers (22 Tháng 6 năm 1961)                                                        | - Tony Sheridan – hát chính, guitar - John Lennon – guitar, hát chính - Paul McCartney – bass, hát chính - George Harrison – guitar, hát chính - Pete Best – trống |
| The Beatles (16–17 Tháng 8 năm 1962)                                                                            | - John Lennon – hát chính, guitar, harmonica - Paul McCartney – hát chính, bass - George Harrison – guitar, hát chính - Johnny Hutchinson – trống, hát chính |
| The Beatles (18 Tháng 8 năm 1962 – 11 Tháng 9 năm 1969)                                                         | - John Lennon – hát chính, guitar, harmonica, keyboards, định âm, bass - Paul McCartney – hát chính, bass, guitar, keyboards, định âm, trống - George Harrison – guitar, hát chính, sitar, bass, keyboards, định âm, chỉnh âm moog - Ringo Starr – trống, định âm, hát chính, keyboards |
| The Beatles (3–13 Tháng 6 năm 1964) Ringo Starr bị bệnh                                                         | - John Lennon – hát chính, guitar, harmonica - Paul McCartney – hát chính, bass - George Harrison – guitar, hát chính - Jimmy Nicol – trống |
| The Beatles (22 Tháng 8 – 5 Tháng 9 năm 1968) Ringo Starr rời khỏi ban nhạc tạm thời                            | - John Lennon – hát chính, guitar, keyboards, định âm, trống - Paul McCartney – hát chính, bass, trống, định âm, keyboards, guitar - George Harrison – guitar, hát chính, bass, định âm, trống                                                                                          |
| The Beatles với Billy Preston (22–31 Tháng 1 năm 1969) dự án Get Back                                           | - John Lennon – hát chính, guitar, keyboards, bass, định âm - Paul McCartney – hát chính, bass, guitar, keyboards, định âm - George Harrison – guitar, hát chính, bass, định âm - Ringo Starr – trống, định âm, hát chính - Billy Preston – keyboards                                   |
| The Beatles (12 Tháng 9 năm 1969 – 10 Tháng 4 năm 1970) Lennon rời khỏi ban nhạc                                | - Paul McCartney – hát chính, bass, keyboards, maracas - George Harrison – hát chính, guitar - Ringo Starr – trống |
| The Beatles ("The Threetles") (1994–1995) The Beatles Anthology tái hợp trong ("Free as a Bird" và "Real Love") | - Paul McCartney – hát chính, bass, guitar, keyboards, định âm - George Harrison – hát chính, guitar, ukulele, định âm - Ringo Starr – trống, hát chính, định âm |

## Hậu Beatles

### George Harrison

#### Solo
| George Harrison (Tháng 12 năm 1967–1968) | - George Harrison – guitar, hát chính - John Barham – piano, flügelhorn - Colin Manley – guitar và steel guitar - Tony Ashton – jangle piano và organ - Philip Rogers – bass - Roy Dyke – trống - Tommy Reilly – harmonica - Peter Tork – banjo - Eddie Clayton – guitar - Richie Snare – trống (tin đồn) - Aashish Khan – sarod - Mahapurush Misra – tabla, pakavaj - Sharad Jadev – shehnai - Hanuman Jadev – shehnai - Shambu-Das – sitar - Indril Bhattacharya – sitar - Shankar Ghosh – sitar - Chvàra Shekhar – surbahar - Shiv Kumar Sharma – santoor - S. R. Kenkare – flute - Vinaik Vora – thar-shehnai - Rij Ram Desad – harmonium, tabla-tarang |
| George Harrison (1970)                   | - George Harrison – guitar, hát chính - Ringo Starr – trống - Peter Frampton – guitar - Eric Clapton – guitar - Billy Preston – keyboards - Phil Collins – trống - Ginger Baker – trống |

#### Traveling Wilburys
| Traveling Wilburys (1988) | - Nelson Wilbury (George Harrison): guitar lead, hát chính - Otis Wilbury (Jeff Lynne): acoustic guitar, guitar, keyboards, hát chính - Lefty Wilbury (Roy Orbison): acoustic guitar, hát chính - Charlie T. Wilbury Jr. (Tom Petty): acoustic guitar, bass, hát chính - Lucky Wilbury (Bob Dylan): acoustic guitar, hát chính, harmonica - Buster Sidebury (Jim Keltner): trống |
| Traveling Wilburys (1990) | - Spike Wilbury (George Harrison): guitar, mandolin, sitar, hát chính - Clayton Wilbury (Jeff Lynne): acoustic guitar, guitar, bass, keyboards, hát chính - Muddy Wilbury (Tom Petty): acoustic guitar, hát chính - Boo Wilbury (Bob Dylan): acoustic guitar, hát chính, harmonica - Buster Sidebury (Jim Keltner): trống                                                        |

### John Lennon

#### Plastic Ono Band
| Plastic Ono Band (Tháng 5 – Tháng 6 năm 1969)                                                         | - John Lennon – acoustic guitar, hát chính - Yoko Ono – hát chính |
| Plastic Ono Band (1969)                                                                               | - John Lennon – guitar, hát chính - Yoko Ono – hát chính - Eric Clapton – guitar - Klaus Voormann – bass - Alan White – trống |
| Plastic Ono Band (1970)                                                                               | - John Lennon – guitar, hát chính, piano - Billy Preston – keyboards, piano - Yoko Ono – hát chính - Klaus Voormann – bass - Ringo Starr – trống |
| Plastic Ono Band cùng the Harlem Community Choir (1971)                                               | - John Lennon – hát chính - Yoko Ono – hát chính - Hugh McCracken, Chris Osborn, Teddy Irwin, Stuart Scharf – bass - Nicky Hopkins – keyboards, chimes, glockenspiel - Jim Keltner – trống, chuông |
| John Lennon và the Plastic Ono Band cùng the Flux Fiddlers (1971)                                     | - John Lennon – guitar, hát chính, piano, harmonica - George Harrison – guitar, slide guitar, dobro - Tom Evans – guitar - Joey Mollvà – guitar - Nicky Hopkins – keyboards, piano - King Curtis – saxophone - Klaus Voormann – bass, double bass - Michael Pinder – định âm - Alan White – trống - Jim Gordon – trống - John Plumley – hát nền - Jim Keltner – trống |
| John Lennon và the Plastic Ono Elephants Memory Band cùng Invisible Strings (1972)                    | - John Lennon – hát chính, guitar, piano - Yoko Ono – Hát chính và trống - Wayne "Tex" Gabriel – guitar - Stan Bronstein – saxophone và flute - Adam Ippolito – piano và organ - Richard Frank Jr – trống và định âm - Gary Van Scyoc – bass - Jim Keltner – trống |
| Plastic U.F.Ono Band & Something Different (1973)                                                     | - John Lennon – guitar, hát chính, piano, harmonica - Ken Ascher – piano, organ, mellotron - David Spinozza – guitar - Gordon Edwards – bass - Michael Brecker – saxophone - Sneeky Pete – pedal steel - Dr. Winston O'Boogie & Los Paranoias – định âm, guitar, clarinet - Jim Keltner – trống                                                                       |
| John Lennon và the Plastic Ono Nuclear Band & Little Big Horns & the Philharmonic Orchestrange (1974) | - John Lennon – hát chính, guitar, piano - Jesse Ed Davis – guitar - Eddie Mottau – acoustic guitar - Elton John – piano - Kenneth Ascher – piano điện tử - Arthur Jenkins – định âm - Klaus Voormann – bass - Jim Keltner – trống |

#### Solo
| John Lennon (1980) | - John Lennon – hát chính, guitar, piano - Hugh McCracken – guitar - Earl Slick – guitar - Tony Levin – bass - Vandy Newmark – trống |

### Paul McCartney

#### Wings
| Wings (1971–1972)                                          | - Paul McCartney – bass, keyboards, hát chính - Linda McCartney – keyboards, hát chính - Denny Laine – guitar, hát chính - Denny Seiwell – trống |
| Wings (1972–1973)                                          | - Paul McCartney – bass, keyboards, hát chính - Linda McCartney – keyboards, hát chính - Denny Laine – guitar, hát chính - Henry McCullough – guitar, hát chính - Denny Seiwell – trống |
| Wings (1973–1974)                                          | - Paul McCartney – bass, keyboards, trống, hát chính - Linda McCartney – keyboards, hát chính - Denny Laine – guitar, hát chính - Howie Casey – saxophone - Ian và Trevor – hát chính - Ginger Baker – trống, định âm - Remi Kabaka – trống, định âm |
| Wings (1974–1975)                                          | - Paul McCartney – bass, keyboards, hát chính - Linda McCartney – keyboards, hát chính - Denny Laine – guitar, hát chính - Jimmy McCulloch – guitar, hát chính - Geoff Britton – trống |
| Wings (1975–1977)                                          | - Paul McCartney – bass, keyboards, hát chính - Linda McCartney – keyboards, hát chính - Denny Laine – guitar, hát chính - Jimmy McCulloch – guitar, hát chính - Joe English – trống, định âm - Geoff Britton – trống, định âm - Kenneth "Afro" Williams – trống, định âm - Allen Toussaint – keyboards - Dave Mason – guitar - Tom Scott – horns - Tony Dorsey – horns - Howie Casey – horns - Thaddeus Richard – horns - Steve Howard – horns |
| Wings (1977–1978)                                          | - Paul McCartney – bass, keyboards, hát chính - Linda McCartney – keyboards, hát chính - Denny Laine – guitar, hát chính - Jimmy McCulloch – guitar, hát chính - Joe English – trống |
| Wings (1978–1980), bao gồm cả thành viên trong "Rockestra" | - Paul McCartney – bass, keyboards, trống, hát chính - Linda McCartney – keyboards, hát chính - Denny Laine – guitar, hát chính - Laurence Juber – guitar, hát chính - David Gilmour – guitar - Hank Marvin – guitar - Pete Townshend – guitar - Steve Holly – hát chính - Dierdre Margary – hát chính - Harold Margary – hát chính - John Paul Jones – bass, keyboards - Ronnie Lane – bass - Bruce Thomas – bass - Gary Brooker – keyboards - Tony Ashton – keyboards - Steve Holly – trống, định âm - John Bonham – trống, định âm - Kenney Jones – trống, định âm - Speedy Acquaye – trống, định âm - Ray Cooper – trống, định âm - Morris Pert – trống, định âm - Tony Dorsey – horns, brass - Howie Casey – horns, brass - Thaddeus Richard – horns, brass - Steve Howard – horns, brass - Black Dyke Mills Bvà (Rockestra) – horns, brass |
| Wings (1981)                                               | - Paul McCartney – bass, keyboards, trống, hát chính - Linda McCartney – keyboards, hát chính - Denny Laine – guitar - Laurence Juber – guitar - Pete Townshend – guitar - James Honeyman-Scott – guitar - Dave Edmunds – guitar - Billy Bremner – guitar - John Paul Jones – bass, hát chính - Ronnie Lane – bass - Bruce Thomas – bass, hát chính - Gary Brooker – keyboards - Tony Ashton – keyboards - Steve Holly – trống, định âm - Kenney Jones – trống, định âm - Speedy Acquaye – trống, định âm - Morris Pert – trống, định âm - Tony Dorsey – horns - Howie Casey – horns - Thaddeus Richard – horns - Steve Howard – horns |

#### Solo
| Paul McCartney (1970)      | - Paul McCartney – guitar, bass, trống, hát chính - Linda McCartney – hát chính |
| Paul McCartney (1981–1982) | - Paul McCartney – bass, guitar, piano, keyboards, synthesiser, trống, hát chính - Linda McCartney – keyboards, hát chính - Stevie Wonder – hát chính - Carl Perkins – hát chính - Michael Jackson – hát chính - Denny Laine – guitar, hát chính - Eric Stewart – guitar, hát chính - Hughie Burns – guitar - Eric Clapton – guitar - Geoff Whitehorn – guitar - Stanley Clarke – bass - Ringo Starr – trống - Steve Gadd – trống - Dave Mattacks – trống - Gavin Wright – violin - Jerry Hey – strings, horns - Gary Herbig – flute - Chris Smith: mouth organ - Vày Mackay – sax - Ernie Watts – sax - Gary Grant – horns - James Kippen – tabla - Petalozzi's Children's Choir – backing hát chính |
| Paul McCartney (1985–1986) | - Paul McCartney – bass, hát chính - Linda McCartney – keyboards, hát chính - Eric Stewart – guitar - Pete Townshend – guitar - Eddie Rayner – keyboards - Phil Collins – trống |
| Paul McCartney (1987–1989) | - Paul McCartney – bass, hát chính - Linda McCartney – keyboards, hát chính - Elvis Costello – guitar, hát chính - David Gilmour – guitar - Paul Wickens – keyboards - Hamish Stuart – guitar - Robbie McIntosh – guitar - Chris Whitten – trống |
| Paul McCartney (1989–1991) | - Paul McCartney – bass, piano, hát chính - Linda McCartney – keyboards, hát chính - Paul Wickens – keyboards - Hamish Stuart – guitar - Robbie McIntosh – guitar - Chris Whitten – trống |
| Paul McCartney (1991–1994) | - Paul McCartney – bass, piano, hát chính - Linda McCartney – keyboards, hát chính - Paul Wickens – keyboards - Hamish Stuart – guitar - Robbie McIntosh – guitar - Blair Cunningham – trống |
| Paul McCartney (2002–nay)  | - Paul McCartney – bass, hát chính, guitar, piano - Rusty Vàerson – guitar - Brian Ray – guitar, bass - Paul "Wix" Wickens – keyboards - Abe Laboriel Jr – trống |

### Ringo Starr
| Ringo Starr & His All-Starr Band (1989)      | - Ringo Starr – trống, định âm, hát chính - Clarence Clemons – saxophones, định âm, hát chính - Rick Danko – bass guitar, hát chính - Levon Helm – trống, định âm, harmonica, hát chính - Dr. John – piano, hát chính - Jim Keltner – trống, định âm - Nils Lofgren – guitar, accordion, hát chính - Billy Preston – keyboards, melodica, hát chính - Joe Walsh – guitar, định âm, talkbox, hát chính - Garth Hudson – accordion - Zak Starkey – trống, định âm |
| Ringo Starr & His All-Starr Band (1992)      | - Ringo Starr – trống, định âm, hát chính - Timmy Cappello – saxophone, hát chính - Burton Cummings – keyboards, piano, hát chính - Dave Edmunds – guitar, hát chính - Nils Lofgren – guitar, hát chính - Todd Rundgren – guitar, hát chính - Timothy B. Schmit – bass guitar, hát chính - Zak Starkey – trống, định âm - Joe Walsh – guitar, hát chính |
| Ringo Starr & His All-Starr Band (1995)      | - Ringo Starr – trống, định âm, hát chính - Rvày Bachman – guitar, hát chính - Felix Cavaliere – piano, keyboards - John Entwistle – bass guitar, hát chính - Mark Farner – guitar, hát chính - Billy Preston – keyboards, organ, hát chính - Mark Rivera – saxophone, định âm, hát chính - Zak Starkey – trống, định âm |
| Ringo Starr & His All-Starr Band (1997–1998) | - Ringo Starr – trống, định âm, hát chính - Gary Brooker – piano, keyboards, hát chính - Jack Bruce – bass guitar, hát chính - Peter Frampton – guitar, talkbox, hát chính - Simon Kirke – trống, định âm - Mark Rivera – saxophone, hát chính |
| Ringo Starr & His All-Starr Band (1999)      | - Ringo Starr – trống, định âm, hát chính - Gary Brooker – piano, keyboards, hát chính - Jack Bruce – bass guitar, hát chính - Timmy Cappello – saxophone, hát chính - Simon Kirke – trống, định âm - Todd Rundgren – guitar, hát chính |
| Ringo Starr & His All-Starr Band (2000)      | - Ringo Starr – trống, định âm, hát chính - Jack Bruce – bass guitar, hát chính - Eric Carmen – guitar, hát chính - Dave Edmunds – guitar, hát chính - Simon Kirke – trống, định âm - Mark Rivera – saxophone, hát chính |
| Ringo Starr & His All-Starr Band (2001)      | - Ringo Starr – trống, định âm - Sheila E. – trống, định âm - Greg Lake – guitar, hát chính - Ian Hunter – bass guitar, hát chính - Howard Jones – keyboards, hát chính - Roger Hodgson – guitar, hát chính - Mark Rivera – saxophone, hát chính |
| Ringo Starr & His All-Starr Band (2003)      | - Ringo Starr – trống, định âm, hát chính - Paul Carrack – piano, keyboards, organ, hát chính - Sheila E. – trống, định âm hát chính - Colin Hay – guitar, hát chính - John Waite – bass guitar, hát chính - Mark Rivera – saxophone, hát chính |
| Ringo Starr & His All-Starr Band (2006)      | - Ringo Starr – trống, định âm, hát chính - Rod Argent – keyboards, hát chính - Hamish Stuart – guitar, hát chính - Richard Marx – hát chính - Billy Squier – bass guitar, hát chính - Sheila E. – trống, định âm, hát chính - Edgar Winter – saxophone, hát chính |
| Ringo Starr & His All-Starr Band (2008)      | - Ringo Starr – trống, hát chính - Billy Squier – guitar, bass, hát chính - Colin Hay – guitar, hát chính - Edgar Winter – keyboards, saxophone, hát chính - Gary Wright – keyboards, hát chính - Hamish Stuart – bass, guitar, hát chính - Gregg Bissonette – trống |

### Pete Best
| Lee Curtis và the All-Stars (tháng 9 năm 1962 - giữa năm 1963)                | - Lee Curtis (nghệ danh của Peter Flannery) – hát chính - Frank Bowen – guitar - Tony Waddington – rhythm guitar - Wayne Bickerton – bass - Pete Best – trống                 |
| The Original All-Stars / The Pete Best Four / The Pete Best Combo (1963–1968) | - Pete Best – trống - Tony Waddington – lead guitar, hát chính - Wayne Bickerton – bass, hát chính - Tommy McGurk – guitar                                                    |
| The Pete Best Band (1988–nay)                                                 | - Pete Best – trống, hát chính Các thành viên khác: - Phil Melia – lead guitar, hát chính - Tony Flynn – guitar, hát chính - Paul Parry – bass, hát chính - Roag Best - trống |